# Daniel Girardi
Daniel Girardi (* 29. března 1984 v Welland, Ontario) je bývalý kanadský hokejový obránce, největší část kariéry strávil v týmu New York Rangers, avšak poslední dvě sezóny hájil barvy Tampa Bay Lightning.

## Hráčská kariéra
Během juniorském kariéry hrál ve 3 klubech různých klubech. Jeho první klub byl Barrie Colts ve které odehrál 3 sezony (2000/03), jeho druhý klub byl Guelph Storm ve kterém odehrál 3 sezony (2003/05) a v sezoně 2003/2004 pomohl vybojovat Memorial Cup a jeho poslední klub v OHL byl London Knights se kterým vyhrál svůj druhý Memorial Cup. Po juniorské kariéře odešel do klubu New York Rangers, respektive první sezónu hrával na první farmě v Hartford Wolf Pack a ve druhé farmě Charlotte Checkers odehrál sedm zápasů. S vedením Rangers podepsal 1. července 2006 smlouvu na dva roky jako volný hráč. V následující sezóně hrával střídavě mezi týmy Rangers a jejich farmou Hartford Wolf Pack, kde byl nejlepším defenzivní obránce týmu. Od sezóny 2007/08 se stal kmenovým hráčem Rangers. 16. února 2008 prodloužil smlouvu s Rangers o další dva roky v hodnotě 3 100 000 dolarů. Během tří odehraných sezón 2007/10 nevynechal žádný zápas, až v páté sezóně za Rangers vynechal dva zápasy. 9. července 2010 opět prodloužil smlouvu s Rangers, se kterým se dohodl na čtyřleté smlouvě v hodnotě 13 300 000 dolarů. V šesté sezóně za Rangers opět odehrál maximum zápasů a zúčastnil se NHL All-Star Game.

## Ocenění a úspěchy
- 2006 AHL - All-Rookie Team
- 2012 NHL - All-Star Game

## Prvenství
- Debut v NHL - 27. ledna 2007 (Philadelphia Flyers proti New York Rangers)
- První asistence v NHL - 17. února 2007 (New York Rangers proti Philadelphia Flyers)
- První gól v NHL - 18. října 2007 (Atlanta Thrashers proti New York Rangers, švédskému brankáři Johan Hedberg)

## Klubové statistiky
| Sezóna       | Klub                 | Soutěž       |     | Základní část | Základní část | Základní část | Základní část | Základní část |   | Play off | Play off | Play off | Play off | Play off |
| Sezóna       | Klub                 | Soutěž       | Z   | G             | A             | B             | TM            | Z             | G | A        | B        | TM       |          |          |
| 2000/2001    | Barrie Colts         | OHL          | 6   | 0             | 0             | 0             | 0             | —             | — | —        | —        | —        |          |          |
| 2000/2001    | Couchiching Terriers | OPJHL        | 27  | 1             | 11            | 12            | 27            | —             | — | —        | —        | —        |          |          |
| 2001/2002    | Barrie Colts         | OHL          | 21  | 0             | 1             | 1             | 0             | 20            | 0 | 0        | 0        | 0        |          |          |
| 2002/2003    | Barrie Colts         | OHL          | 31  | 3             | 13            | 16            | 24            | —             | — | —        | —        | —        |          |          |
| 2002/2003    | Guelph Storm         | OHL          | 36  | 1             | 13            | 14            | 20            | 11            | 0 | 9        | 9        | 14       |          |          |
| 2003/2004    | Guelph Storm         | OHL          | 68  | 8             | 39            | 47            | 55            | 22            | 2 | 17       | 19       | 10       |          |          |
| 2004/2005    | Guelph Storm         | OHL          | 38  | 5             | 20            | 25            | 24            | —             | — | —        | —        | —        |          |          |
| 2004/2005    | London Knights       | OHL          | 31  | 4             | 10            | 14            | 14            | 18            | 0 | 6        | 6        | 10       |          |          |
| 2005/2006    | Charlotte Checkers   | ECHL         | 7   | 1             | 4             | 5             | 6             | —             | — | —        | —        | —        |          |          |
| 2005/2006    | Hartford Wolf Pack   | AHL          | 66  | 8             | 31            | 39            | 44            | 13            | 4 | 5        | 9        | 8        |          |          |
| 2006/2007    | Hartford Wolf Pack   | AHL          | 45  | 2             | 22            | 24            | 16            | —             | — | —        | —        | —        |          |          |
| 2006/2007    | New York Rangers     | NHL          | 34  | 0             | 6             | 6             | 8             | 10            | 0 | 0        | 0        | 4        |          |          |
| 2007/2008    | New York Rangers     | NHL          | 82  | 10            | 18            | 28            | 14            | 10            | 0 | 3        | 3        | 6        |          |          |
| 2008/2009    | New York Rangers     | NHL          | 82  | 4             | 18            | 22            | 53            | 7             | 0 | 0        | 0        | 6        |          |          |
| 2009/2010    | New York Rangers     | NHL          | 82  | 6             | 18            | 24            | 53            | —             | — | —        | —        | —        |          |          |
| 2010/2011    | New York Rangers     | NHL          | 80  | 4             | 27            | 31            | 38            | 5             | 0 | 0        | 0        | 0        |          |          |
| 2011/2012    | New York Rangers     | NHL          | 82  | 5             | 24            | 29            | 20            | 20            | 3 | 9        | 12       | 6        |          |          |
| 2012/2013    | New York Rangers     | NHL          | 46  | 2             | 12            | 14            | 16            | 12            | 2 | 2        | 4        | 2        |          |          |
| 2013/2014    | New York Rangers     | NHL          | 81  | 5             | 19            | 24            | 16            | 25            | 1 | 6        | 7        | 10       |          |          |
| 2014/2015    | New York Rangers     | NHL          | 82  | 4             | 16            | 20            | 22            | 19            | 0 | 4        | 4        | 4        |          |          |
| 2015/2016    | New York Rangers     | NHL          | 74  | 2             | 15            | 17            | 20            | 2             | 0 | 1        | 1        | 0        |          |          |
| 2016/2017    | New York Rangers     | NHL          | 63  | 4             | 11            | 15            | 16            | 12            | 0 | 2        | 2        | 2        |          |          |
| 2017/2018    | Tampa Bay Lightning  | NHL          | 77  | 6             | 12            | 18            | 27            | 17            | 2 | 1        | 3        | 2        |          |          |
| 2018/2019    | Tampa Bay Lightning  | NHL          | 62  | 4             | 12            | 16            | 12            | 4             | 0 | 0        | 0        | 4        |          |          |
| Celkem v OHL | Celkem v OHL         | Celkem v OHL | 231 | 21            | 96            | 117           | 137           | 71            | 2 | 32       | 34       | 34       |          |          |
| Celkem v AHL | Celkem v AHL         | Celkem v AHL | 111 | 10            | 53            | 63            | 60            | 13            | 4 | 5        | 9        | 8        |          |          |
| Celkem v NHL | Celkem v NHL         | Celkem v NHL | 927 | 56            | 208           | 264           | 315           | 143           | 8 | 28       | 36       | 42       |          |          |